# Emin Pasha
Mehmet Emin Pasha (Oppeln, Silesia, actual Opole, Polonia, 28 de marzo de 1840-Kinena, región del Congo, 23 de octubre de 1892), cuyo nombre original era Isaak Eduard Schnitzer, y bautizado hacia 1847 como Eduard Carl Oscar Theodor Schnitzer, fue un médico, aventurero, naturalista, explorador alemán, y gobernador de la provincia egipcia de Ecuatoria, en la región del Alto Nilo. 
Es recordado por haber hecho un llamamiento de auxilio para evitar la toma de su provincia durante la rebelión mahdista, lo que dio lugar a la organización de la Expedición en auxilio de Emin Pasha (1886-1889), que liderada por el famoso Henry Morton Stanley fue una de las últimas grandes expediciones europeas del siglo XIX en el interior de África. Esa expedición llegó a ser a la vez celebrada, por su ambición al cruzar el «África más profunda» y notoria, por la muerte de muchos de sus miembros.

## Biografía

### Primeros años
Nacido en el seno de una familia judía askenazí de clase media, se crio en la ciudad de Nysa y, a la muerte de su padre, su madre se convirtió al protestantismo tras casarse con un gentil y fue bautizado. Estudió medicina y empezó a ejercer en 1864 en Albania, que en esa época pertenecía al Imperio otomano. 
En 1875 Emin Pasha llegó al Sudán, adoptando el nombre de Mehemet Emin, aunque se desconoce si se convirtió al islam. Estableció una consulta privada en la capital, Jartum. El entonces gobernador de la provincia de Ecuatoria, el coronel Charles George Gordon, le nombró director del servicio sanitario de la provincia al año siguiente. Gordon le envió en misiones diplomáticas a los reinos de Buganda y Bunyoro.

### Gobernador de Ecuatoria
En 1878, cuando Gordon dimitió como gobernador de la provincia, Emin Pasha le sustituyó en lo que era básicamente una colonia penitenciaria localizada a más de tres mil kilómetros de El Cairo. La rebelión de Muhammad Ahmad al Mahdi, que pretendía expulsar a los egipcios de Sudán, estalló en 1881 y aunque en sus primeros años no alcanzó Ecuatoria, en 1884 los rebeldes controlaban casi todo el Sudán y se acercaron peligrosamente a la provincia gobernada por Emin Pasha. Uno de los generales mahdistas, Karam Allah, le envió un ultimátum para que entregase la provincia y Emin Pasha convocó una asamblea de oficiales en la capital, Lado, que decidió por unanimidad entregar la provincia. Emin Pasha aceptó aparentemente la decisión, pero trató de retrasarla para ganar tiempo y convencer a sus oficiales de que resistieran a los mahdistas y ejecutó a más de 300 rebeldes para asegurar el firme control de la provincia. El 26 de diciembre de 1884 Jartum cayó en manos de Al Mahdi, pero la noticia no llegó a Lado hasta abril del año siguiente. Emin decidió trasladar la capital a Wadelai, 400 km al sur de Lado.

### Rescate

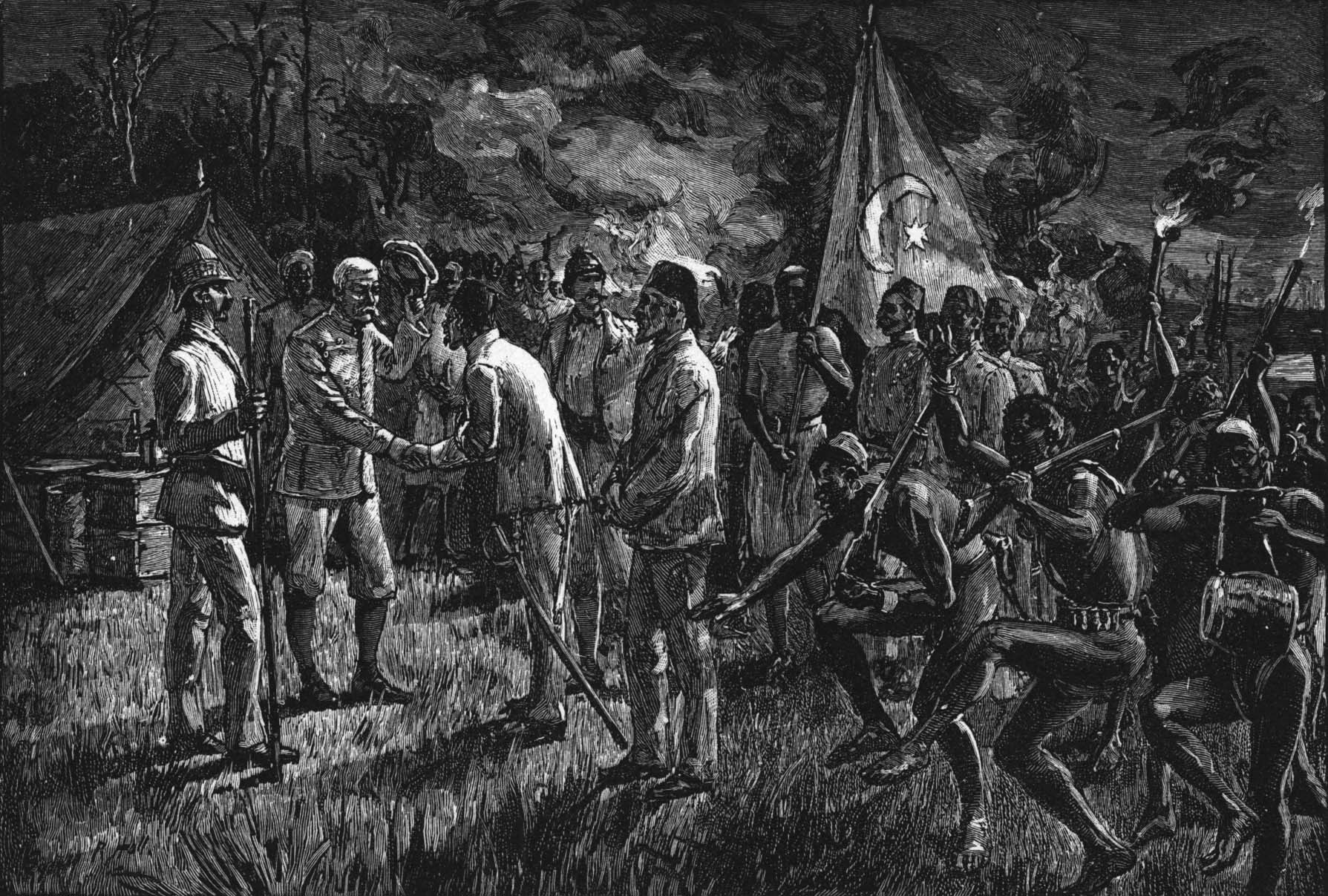
Encuentro de Emin Pasha con Stanley.

Tras abandonar Egipto sus posesiones en Sudán, el primer ministro egipcio Nubar Pasha le ordenó evacuar la provincia, junto a los 10 000 soldados egipcios que había repartido en diferentes fuertes, vía Zanzíbar, lo que era casi imposible, puesto que implicaba atravesar dos mil kilómetros de territorio enemigo. Emin Pasha lanzó en 1886 un llamamiento para que el mundo, y especialmente el Reino Unido, acudiera en su auxilio. El sentimiento de culpa británico por la muerte de Gordon el año anterior hizo que su llamada tuviera eco y el jefe de la Compañía de Navegación Británica, William Mackinon, organizó una expedición de rescate bajo la dirección de Henry Morton Stanley, quien inició su expedición desde la desembocadura del río Congo en marzo de 1887, un viaje largo y extenuante que sólo se explica por el interés de Stanley de ofrecer la provincia de Ecuatoria a Leopoldo, rey de Bélgica. 
Exhausto, Stanley se encontró con Emin Pasha en abril de 1888. Stanley tuvo que rodear el lago Victoria para recoger lo que quedaba de la expedición, 200 porteadores y 2 oficiales de los 620 porteadores y 9 oficiales que había al comienzo. En agosto de 1888 la guarnición de Dufilé se amotinó y Emin Pasha y los oficiales egipcios depusieron al gobernador y decidieron juzgarlo en la capital de la provincia, pero en septiembre, cuando iban a hacerlo, los mahdistas entraron en la provincia y Emin Pasha volvió al poder con ayuda de los soldados rasos. Decidió dejar el fuerte de Dufilé y dirigirse a Wadelai, pero allí un consejo de guerra lo condenará por abandonar la posición de Dufilé. El 19 de febrero de 1889 Emin y Stanley se vuelven a encontrar en Msuá y el 10 de abril la expedición se puso en marcha sin esperar a los egipcios de Waidelai, que en su totalidad decidieron partir con la expedición. Fue una marcha lenta y penosa; el 1 de diciembre de 1889 llegaron a la colonia alemana de Bagamoyo y allí Emin Pasha sufrió un accidente al caer desde el segundo piso de la residencia en la que se hospedaba. Al estar gravemente herido en el cráneo, Stanley partió sin esperarlo, quedando al cuidado de Gaetano Casati.
Emin Pasha no se recuperó de su accidente hasta enero de 1890 y permaneció con su hija en Bagamoyo. En abril de 1890 encabezó una expedición alemana, en la que también participó el militar y naturalista Franz Stuhlmann, con el objetivo de explorar el interior y en 1891 se puso en contacto con sus antiguos soldados en el extremo sur del lago Alberto, pero la mayoría no quiso reconocerlo como jefe y, tras unas semanas de negociaciones inútiles, los abandonó y prosiguió hasta el Congo, desoyendo las órdenes que tenía de limitarse a explorar Tanganica. 
En octubre de 1892, dos años y medio después de salir de Bagamoyo, murió asesinado en el Congo por un grupo de negreros árabes que entraron en su tienda y le cortaron la garganta.